# 에딘버러 왕립천문대
에딘버러 왕립천문대 (Royal Observatory, Edinburgh)는 에딘버러의 블랙포드 힐 (Blackford Hill)에 위치한 천문학 기관이다. 이 부지는 과학기술시설협의회 (Science and Technology Facilities Council, STFC)가 소유하고 있다. 이 천문대는 STFC의 영국 천문학 기술 센터 (UK ATC), 에딘버러 대학교 물리천문학부 천문학 연구소, 에딘버러 왕립천문대 방문객 센터(ROE Visitor Centre)를 구성한다.
이 천문대에서는 천문학 연구와 대학 교육을 수행하는데, 이러한 활동에는, 천문대용 장비 및 망원경의 설계, 프로젝트 관리 및 제작; 천문학 분야의 교사 훈련과 대중 홍보 활동 등이 포함되어 있다. ROE 도서관에는 1888년 제26대 Crawford 백작 James Ludovic Lindsay가 기증한 Crawford 도서 및 원고 컬렉션이 포함되어 있다. 1896년 현재 위치로 이전하기 전에 왕립 천문대는 현재 시립 천문대 (City Observatory)로 알려진, 에든버러 중심과 가까운 칼턴 힐에 위치해 있었다.

## 역사

### 칼턴힐
1785년 에딘버러 대학교에서는 조지 3세의 왕립 허가증에 따라 레지우스 천문학 석좌 (Gegius Chair of Astronomy)를 창설하여 로버트 블레어를 최초의 레지우스 천문학 교수로 임명했는데, 그가 1828년 사망한 후에 레지우스 천문학 교수 직은 1834년까지 공석으로 남아 있었다. 1811년에 일부 시민들이 자연철학 교수인 존 플레이페어 (John Playfair)를 회장으로 하여 에든버러 천문학 연구소 (Astronomical Institution of Edinburgh)를 설립했다. 이 연구소에서는 존 플레이페어의 조카인 윌리엄 헨리 플레이페어가 디자인한 천문대를 건설하기 위해 칼턴 힐에 부지를 확보했다. 이 연구소는 오늘날까지 시립 천문대 (City Observatory)의 플레이페어 건물로 남아 있다.
조지 4세는 1822년 에든버러를 방문하는 중에 이 천문대에 "조지 4세 왕립 천문대"라는 칭호를 부여했다. 1834년에 정부 자금 지원으로 천문대의 장비가 완성되었고, 이로써 천문대를 레지우스 석좌교수직과 통합하는 길이 열리게 되어, 토마스 헨더슨 (Thomas Henderson)이 스코틀랜드 왕실 천문학자로는 최초이자 두 번째 레지우스 천문학 교수로 임명되었다. 새로운 천문대의 주요 장비는 6.4인치(16 cm) 통과 망원경과 3.5인치 (9.5cm) cm 방위 환 (azimuth circle) 이었다.
1852년 스코틀랜드의 두 번째 왕실 천문학자인 찰스 파이지 스미스 (Charles Piazzi Smyth)는 날씨가 좋은 높은 산에 천문대를 건설한다는 아이디어를 내놓았다. 그는 몇 년 후 현장 테스트를 위해 테네리페 섬으로 여행을 떠났다. 그 후 100까지 아무런 변화가 없었지만 몇 년 후, 이러한 작동 방식이 전 세계적으로 일반화되었다. 1858년에 타임 서비스가 개설되었다. 천문대의 시계를 정확하게 유지하기 위해 별 이동 (star transit)의 타이밍이 사용되었다. 이 시계는 넬슨 기념비에 타임 볼이 떨어지는 것을 제어하기 위해 연결되었다. 이는 리스 항구에서 볼 수 있으므로 정확한 배송 시간을 제공한다. 또 다른 전선은 에딘버러 성의 정오 대포 (time gun)에 연결되었다.
정부의 만성적인 자금 부족에 의하여 결국 1888년 스미스 교수가 사임하게 되었다. 그 후 정부는 왕립 천문대를 폐쇄하고 '스코틀랜드 왕립 천문학자' 직위를 폐지하려고 했다.
| 발견된 소행성 : 7 | 발견된 소행성 : 7 |
| ----------------- | ----------------- |
| (6222) 1980 PB3   | 1980년 8월 8일    |
| (14801) 1980 PE3  | 1980년 8월 15일   |
| (22262) 1980 PZ2  | 1980년 8월 4일    |
| (24625) 1980 PC3  | 1980년 8월 8일    |
| (29086) 1980 PY2  | 1980년 8월 4일    |
| (52241) 1980 PW2  | 1980년 8월 4일    |
| (129439) 1980 PX2 | 1980년 8월 4일    |

### 블랙포드 힐
크로포드 백작은 왕립 천문대가 폐쇄될 계획이라는 것을 알게 되자, 정부가 칼턴 힐의 천문대를 대체할 새로운 왕립 천문대를 건설하고 유지한다는 조건으로 자신의 두네히트 (Dunecht) 천문대 장비와 그의 유일한 천문 도서관을 국가에 제공하겠다고 제안했다. 스코틀랜드의 세 번째 왕립 천문학자로 랠프 코퍼랜드 (Ralph Copeland)가 임명되어 두네히트와 칼턴힐에서 블랙포드 힐까지 두 관측소의 이전을 감독했다. 새로운 천문대는 1896년 4월에 문을 열었다.
돔 안으로 이동하게 되는 관측 기구는 15인치(38 cm) 굴절 망원경 (이스트 돔)과 24인치(0.6 m 굴절 망원경(웨스트 돔)이었다. 8.5인치(22 cm) 자오선 망원경 (transit circle)은 더 서쪽에 있는 별도의 건물에 보관되었다. 시간 서비스는 칼턴 힐의 타임 볼과 에딘버러 성의 타임건 (time gun)을 전신선에 의하여 계속 제어했다. 또한 던디의 타임건과 로지스 조선소 (Rosyth dockyard)의 시계를 제어했다. 1910년대와 1920년대 ROE의 연구를 통해 보다 정확한 진자 시계가 탄생했으며, 이는 1960년대에 쿼츠 시계로 대체될 때까지 계속 사용되었다.1913년 5월 21일 01시, 참정권 운동가들이 설치한 폭탄이 터졌다. 건물 내부에는 사람이 없었지만 바닥과 돌담이 파손되었다.
20세기 전반기에 ROE는 항성의 위치, 밝기 및 스펙트럼에 대한 사진 및 광전 기록이라는 새로운 분야를 추구했다. 1950년대부터 ROE는 계측 및 자동화에 더욱 집중했다. 1965년에 ROE는 스코틀랜드 사무소 (the Scottish Office)의 관할에서 새로운 과학 연구 위원회(SRC)로 옮겨졌는데 이 는 1981년에 과학 및 공학 연구 위원회 (SERC)로 되었다.

### 외부관측소 및 국가 시설
1961년부터 1973년까지 에든버러 남쪽 약 20 마일(30 km)에 소재하는 ROE의 얼리번 외부관측소 (Earlyburn Outstation)이 인공위성의 광학 추적에 사용되었다. 1967년부터 1976년까지 천문대는 에딘버러에 있는 것과 같은 16/24인치(0.4/0.6 m) 구경의  슈미트 카메라를 로마 근처 몬테 포르치오 카토네 (Monte Porzio Catone) 관측소에서 운영했다. 업무 분업이 발전하여서, 1976년까지 ROE는 SRC/SERC 기관으로서 국가 시설을 운영하고 지원하는 데 대부분의 자원을 투자했으며, 천문학 연구는 대학의 천문학부에 맡겨졌다.
ROE는 1973년 영국 슈미트 망원경 (UKST)이 개통된 이후 이를 운영했다. 이것은 남쪽 하늘 전체의 푸른 빛을 담은 사진판을 촬영한 것이다. 유럽 남방 천문대 (ESO)가 촬영한 홍등판(red-light plate)과 함께 ESO/SERC 남천 탐사(Southern Sky Survey)를 형성하게 되며, 이는 다시 팔로마 천문대 천문 탐사의 범위를 남방한계 너머로 확장하게 된다. 1988년에 망원경은 앵글로-오스트렐리아 천문대 (Anglo-Australian Observatory) 에 넘겨졌고, 2010년까지는 호주와 영국 (UK)에서 운영하였다. 2010년 7월에 호주 천문대가 설립되자, 이 망원경은 완전히 호주 통제 하에 있는 시설의 일부로 운영되었다. UKST의 사진 실험실과 감광판 도서관은 에딘버러 왕립천문대에 남아 있다.
1967년부터 ROE는 사진 판을 디지털화 하기 위하여 GALAXY (General Automatic Luminosity And X-Y )라는 기계를 운영해 왔다. UKST가 개장한 후 1975년에 COSMOS(좌표, 크기, 크기, 방향 및 모양) 기계로 업그레이드되었다. 이는 1993년까지 작동되었으며 새로운 SuperCOSMOS 기계로 교체되었다. 1980년 영국에서 천문학적 이미지 처리를 지원하기 위해 스타링크 프로젝트가 구성되었을 때 ROE는 스타링크 네트워크에 원래 있던 6개 노드 중 하나가 되었다.
1973년부터 1979년까지 ROE는 하와이의 마우나 케아에 3.8미터 영국 적외선 망원경 (UKIRT)을 건설했다. 이것은 대형 망원경에 얇은 거울을 사용한 초기 사례이다. ROE는 하와이 대학과 협력하여 UKIRT를 운영하고 최초의 일반 사용자 적외선 카메라를 포함하여 이를 위한 장비를 제작했다. 1987년 역시 마우나 케아에 있는 제임스 클러크 맥스웰 망원경 (JCMT)는 러더퍼드 애플레톤 실험실 (Rutherford Appleton Laboratory) 건설을 완료한 후 ROE에 넘겨졌다. JCMT는 직경 15미터, 밀리미터 및 서브밀리미터 파장의 망원경으로, 2014년까지 영국, 네덜란드, 캐나다가 협력하여 운영되었다.

### 재평가 및 국제적 참여
1990년 스코틀랜드의 9대 왕립 천문학자인 말콤 롱에어 (Malcolm Longair) 떠난 후, 에든버러의 천문학은 재편성과 불확실성의 시기를 겪었다. 앤드루 로렌스 (Andrew Lawrence)는 에든버러 대학의 정규 천문학 교수가 되었고, 스코틀랜드 왕립 천문학자 직함은 글래스고 대학의 존 브라운 (John Brown) 에게 돌아갔다. 한동안 폴 머딘 (Paul Murdin) ROE의 소장  대행이었다. 1993년에 영국의 천문대인 왕립 그리니치 천문대 (RGO), 에든버러 왕립 천문대, 아이작 뉴턴 망원경 그룹, 하와이의 합동 천문학 센터 (UKIRT 및 JCMT 운영)는 GO의 이사였로 있던 렉 복센버그 (Alan Boksenber)의 단일 한감독 하에 있게 되었다.,
1994년에 SERC가 분할되어, ROE는 입자 물리학 및 천문학 연구 위원회 (PPARC)의 일부가 되었다. 1995년에 합병된 천문대는 4개의 독립된 기관으로 해체되었다. 1988년 UKST를 상실한 ROE는 이제 독립적인 합동 천문학 센터 (Joint Astronomy Centre)에서 운영하는 UKIRT와 JCMT도 상실했다. ROE는 망원경과 위성용 장비를 만드는 역할을 그대로 유지했다. 또한 7개국이 운영하는 8.1미터 쌍의 망원경인 제미니 천문대 (Gemini Observatory) 건설을 위한 영국 프로젝트 사무소가 되었다.
1996년 왕립천문대에 대한 재평가에서는 천문대 운영과 장비 제작을 경쟁입찰에 부쳐야 한다는 결론이 내려져 민영화나 폐쇄에 대한 두려움이 높아졌다. 이러한 재검토는 1997년에 중단되었고 대신 RGO와 ROE를 더 작은 단일 천문학 기술 센터로 축소하기로 결정되었다. 1998년에 RGO가 폐쇄되고 ROE는 약간 벗어나서, 원판 도서관 (Plate Liabray)와  SuperCOSMOS 기계는 에딘버러 대학에 넘겨졌고 ROE의 기술 및 프로젝트 관리 전문 지식은 (그리고 그보다 낮은 수준의 RGO도) 그대로 유지되었다. PPARC의 에든버러 설립으로 ROE를 대체한 새로 형성된 영국 천문학 기술 센터 (UK Astronomy Technology Centre)에 의해 이루어졌다. (ROE 이름은 UKATC, IfA, 에딘버러 대학 및 방문자 센터의 총칭으로 남아 있다.)
UK ATC에서는 제미니 프레젝트에 이어서, 4미터 f/1 VISTA (천문학용 가시 및 적외선 측량 망원경)의 건설 관리를 담당했다. UKST의 전통에 따라 이것은 광시야를 가진 측량 망원경이다. 이 장치는 적외선으로 작동하며 16개의 대형 적외선 감지기 배열을 사용한다. 이 망원경은 유럽 남방 천문대 (ESO)의 파라날 천문대에 위치해 있다. 1962년 유럽 5개국이 ESO를 설립했다. 영국은 2002년 10번째 회원국으로 가입했다. VISTA는 2009년 영국의 ESO 입회금의 일부로 ESO에 넘겨졌다.

### 소장
천문대 소장은 스코틀랜드 왕립 천문학자이자 에든버러 대학교 천문학과의 레지우스 교수직을 겸임한다.
1. 1834년~1844년, 토마스 헨더슨
2. 1846~1888, 찰스 피아치 스미스
3. 1889~1905, 랠프 코플랜드
4. 1905~1910, 프랭크 다이슨
5. 1910~1937, 랠프 샘슨
6. 1938년부터 1955년까지, WMH 그리브스
7. 1957~1975, 헤르만 브뤼크
8. 1975~1980, 빈센트 레디시
9. 1980~1990, 말콤 롱에어

"The Royal Observatorys"의 합병 및 해체 후의 ROE 또는 UK ATC의 소장:
- 1995~1997, 스튜어트 피트
- 1998-2004, 애드리안 러셀
- 2005~2012, 이안 롭슨
- 2012~현재, 질리언 라이트

## 현재

### 망원경
원래의 1894년 건물에는 이스트 타워와 웨스트 타워 꼭대기에 두 개의 원통형 구리 돔이 있었는데 2010년에 새롭게 단장되었다. 이스트돔에는 1930년에 설치된  36인치 (0.9 m) 카세그레인 반사경이 여전히 설치되어 있다. 이곳은 방문객 센터 전시의 일부이지만 더 이상 운영되지 않는다. 1951년에는 16/24인치 (0.4/0.6 m) 슈미트 카메라가 웨스트돔에 설치되었는데, 2010년에 스코틀랜드 국립박물관으로 이전되었다. 유일하게 작동하는 망원경은 교육 실험실 위의 반구형 돔에 있는 Meade MAX 20in ACF(0.5 m) 반사 망원경이다. 이 망원경은 학부 교육에 사용된다. 2012년 4월 현재, 1967년 망원경과 마운트는 '중부 켄트 천문학회' (Mid-Kent Astronomical Society)로 옮겨졌으며, 새로운 망원경은 2012년 말에 설치될 예정이다.

### 크로포드 컬렉션
크로포드 컬렉션에는 천문학의 역사와 관련된 대부분 책의 초판이 있다. 여기에는 튀코 브라헤, 코페르니쿠스, 갈릴레오, 케플러, 뉴턴 등의 작품이 많이 포함되어 있다. 대부분의 컬렉션은 린제이 경이 1870년대와 1880년대에 수집한 것이다. 초기의 컬렉션에는 871년 찰스 베비지가 사망한 후 그의 서재에서 2,500개 이상의 항목이 추가되었다.

### 방문객 센터
방문자 센터에서는 천문학 강의, 공개 공개 밤 등 공개 행사를 개최하고 있다. 또한 천문대에서는 초등학교 및 중등학교를 위한 수업, 전문성 개발 과정 및 기타 교육 행사를 개최하고 있다.

## 갤러리

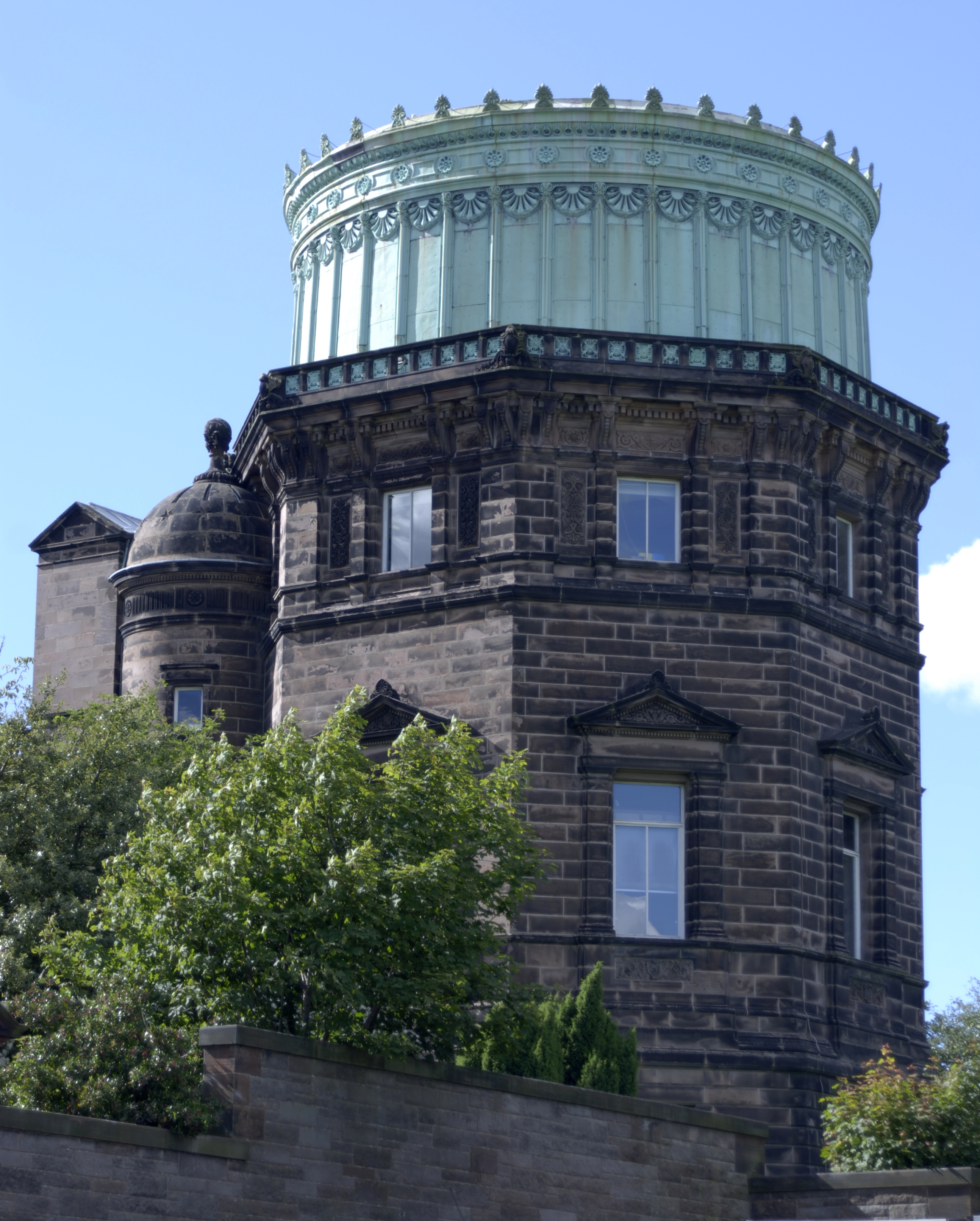
East Tower with copper dome
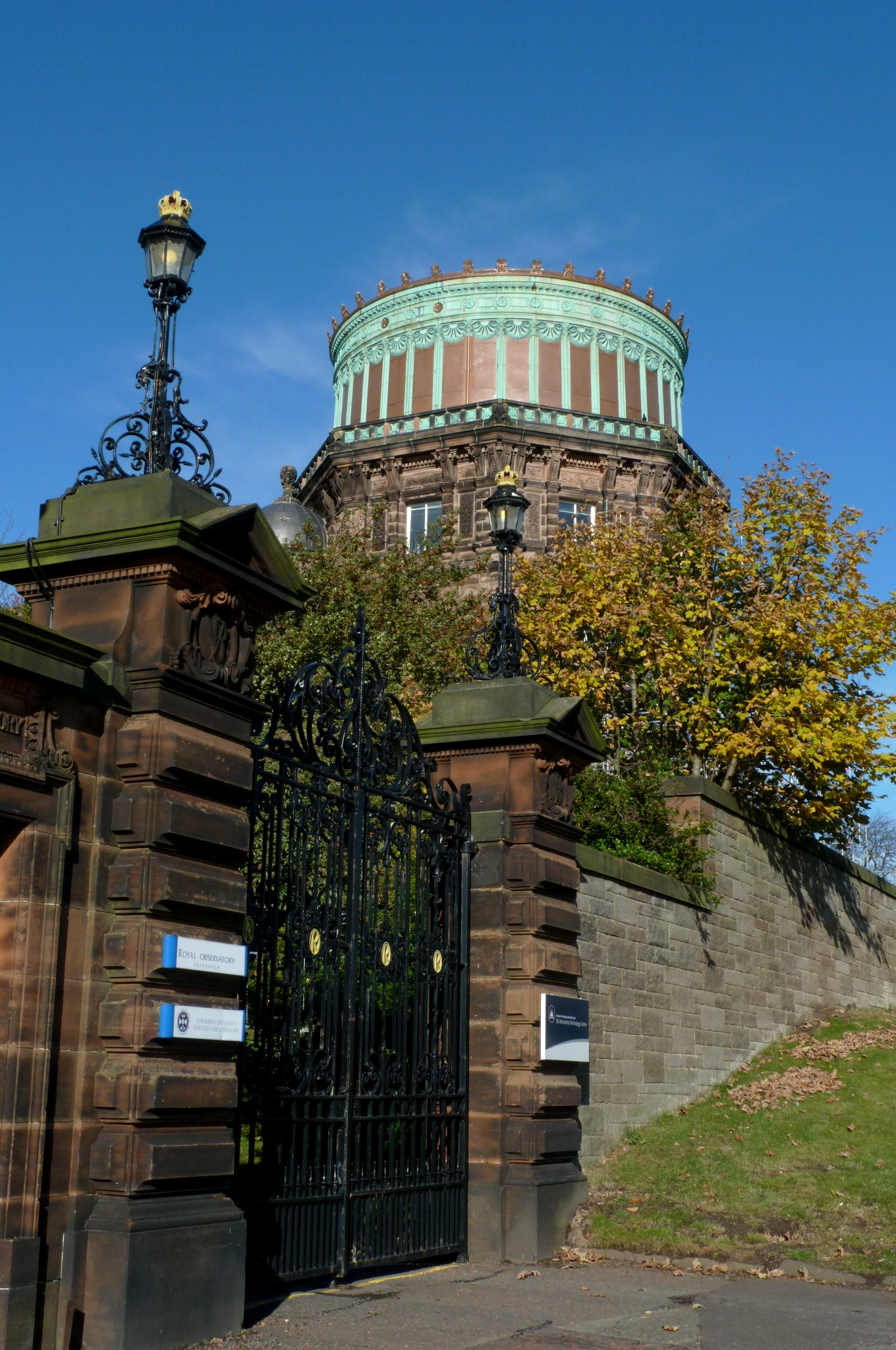
Tower after replacement of copper
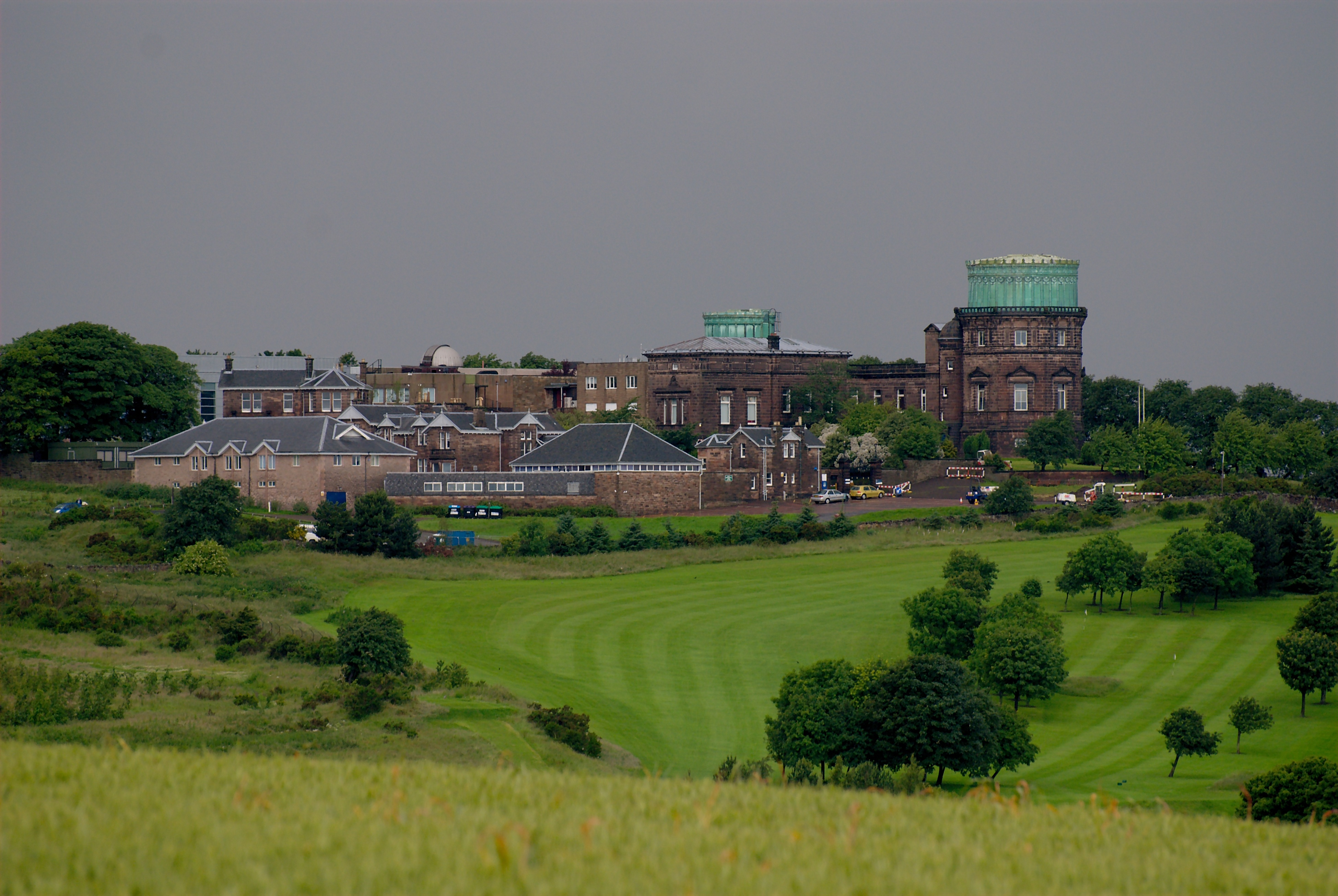
The observatory complex
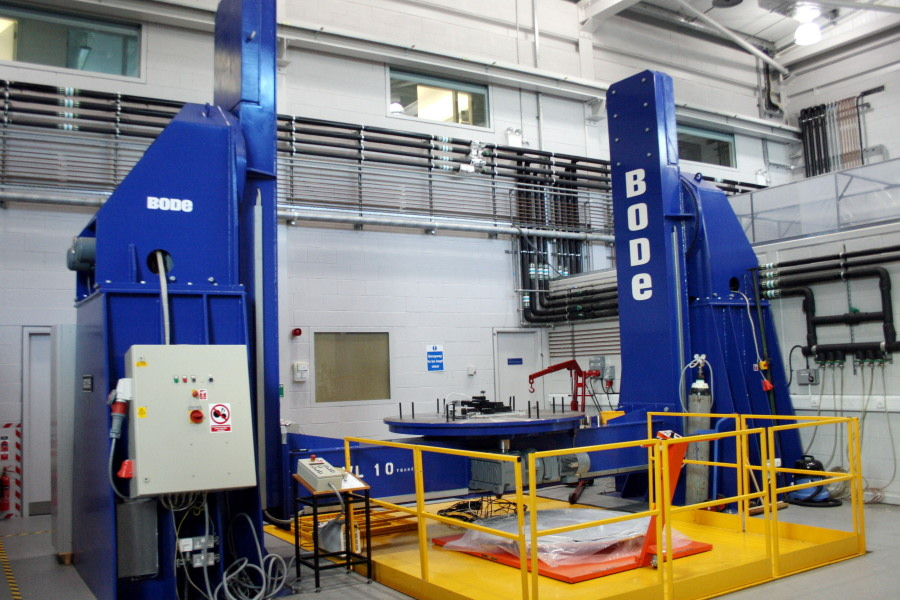
A "flexure rig" for simulating the operational movement of instruments on telescopes as they change altitude
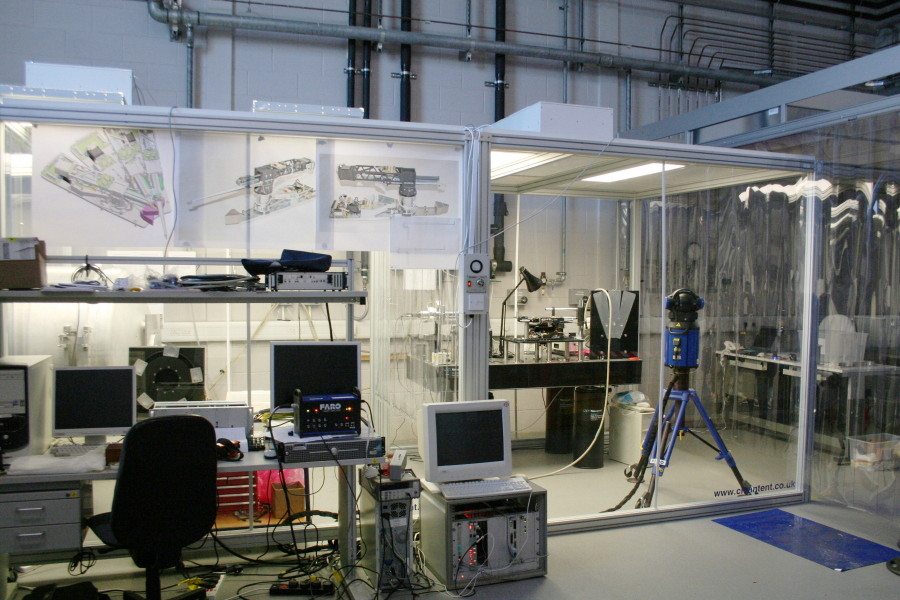
The Crawford labs of the UK Astronomy Technology Centre

## 같이 보기
- 천문대 목록
- 천문학회 목록